# Antònia Vicens i Picornell
Pour les articles homonymes, voir Vicens et Picornell.
Antònia Vicens i Picornell (Santanyí, 1941) est une femme de lettres espagnole.

## Biographie
Son premier livre publié, la collection d'histoires Banc de fusta (Banque de bois), reçoit un prix à Cantonigròs en 1965. Son roman suivant, cependant, a plus d'impact : publié en 1967,  39º a l'ombra obtient le prix Sant Jordi du roman. L'univers majorquin fournit la source d'inspiration principale pour ces deux volumes et pour le travail ultérieur de l'auteure.
En 1977, elle entre au conseil de l'Associació d'Escriptors en Llengua Catalana (AELC) comme vice-présidente pour les Îles Baléares. Distinguée par d'autres prix littéraires, la reconnaissance pour l'ensemble de sa carrière se concrétise avec la croix de Saint-Georges en 1999 et la médaille Ramon Llull en 2004 (elle refuse cette dernière en signe de protestation pour la politique linguistique du Gouvernement des Baléares).
Ses livres ont été traduits en allemand et en castillan.
En 2018, elle reçoit le prix national de poésie.

## Œuvres

### Narrative brève
- 1968 Banc de fusta
- 1980 Primera comunió
- 2005 Tots els contes

### Roman
- 1968 39º a l'ombra
- 1971 Material de fulletó
- 1974 La festa de tots els morts
- 1980 La Santa
- 1982 Quilòmetres de tul per a un petit cadàver
- 1984 Gelat de maduixa
- 1987 Terra seca
- 1997 L'àngel de la lluna (infantil)
- 1998 Massa tímid per lligar (juvenil)
- 1998 Febre alta
- 2002 Lluny del tren
- 2007 Ungles perfectes
- 2010 Ànima de gos

### Poésie
- 2009 Lovely
- 2013 Sota el paraigua el crit
- 2015 Fred als ulls
- 2020 Lovely, traduit en français par François-Michel Durazzo, LansKine

### Mémoires
- 1993 Vocabulari privat (avec Josep Maria Llompart de la Peña)

## Prix littéraires et reconnaissances
- 1965 : Cantonigròs de narrative pour Banc de fusta
- 1967 : Prix Sant Jordi du roman pour 39º graus a l'ombra
- 1981 : Prix Llorenç Villalonga pour Quilòmetres de tul per a un petit cadàver
- 1984 : Prix Ciutat de València - Constantí Llombart de narrativa pour Gelat de maduixa[2]
- 1999 : Creu de Sant Jordi pour sa carrière
- 2004 : Prix Ramon Llull du Gouvernement des Îles Baléares pour sa carrière
- 2016 : Prix national de Culture de la Generalitat de Catalunya
- 2018 : Prix national de poésie
- 2024 : Médaille d'or du mérite des beaux-arts, décernée par le Ministère de l'Éducation, de la Culture et des Sports espagnol[3]